# HD 85512 b
HD 85512 b est une exoplanète orbitant autour de l'étoile HD 85512, située à environ 36 années-lumière (11 pc) de la Terre dans la constellation des Voiles,. C'est l'une des plus petites exoplanètes en zone habitable découvertes à ce jour.

## Découverte
La planète a été détectée le 17 août 2011 par des scientifiques de l'Université de Genève,, dirigée par l'astronome Stéphane Udry, à l'aide du programme High Accuracy Radial velocity Planet Searcher (HARPS) utilisant un spectrographe à l'Observatoire de La Silla au Chili.

## Propriétés
HD 85512 b serait l'exoplanète la plus habitable identifiée à la date de sa découverte, avec une masse minimum de 3,6 M⊕ correspondant, pour une planète tellurique, à une gravité de surface de 1,4 g. Sa température d'équilibre serait de l'ordre de 300 K, ce qui la placerait à la limite intérieure de la zone habitable de l'étoile, mais la température effective à la surface de la planète peut être fort différente de la température d'équilibre (externe) en présence d'une atmosphère significative, susceptible notamment d'induire un effet de serre de plusieurs dizaines de kelvins. 

Par exemple, l'effet de serre induit par l'atmosphère de Vénus est ainsi de plus de 500 K.